# Società multietnica
Una società multietnica è una società umana caratterizzata dalla coesistenza, più o meno integrata, di persone di più etnie diverse. Il principale fattore di genesi della società multietnica è costituito dal fenomeno delle migrazioni dell'uomo nel mondo.

## Nella storia
La convivenza tra etnie umane diverse ha sempre imposto alle parti a confronto problemi difficili, anzi, la tentazione a risolvere le divergenze con la violenza, è addirittura anteriore se è vero che circa trentamila anni fa l'uomo di Cro Magnon avrebbe eliminato completamente il competitore Neanderthal dopo una convivenza di circa 60.000 anni nel Levante, e per più di 10.000 anni in Francia.
Esistono però esempi in cui le migrazioni degli uomini hanno portato ad un diffondersi della civiltà come ad esempio, al tempo della rivoluzione neolitica: secondo Luca Cavalli Sforza, il padre della moderna genetica delle popolazioni, il corredo cromosomico delle popolazioni dell'Europa rivelerebbe la stratificazione di geni provenienti dall'Anatolia insieme agli uomini che diffondevano l'agricoltura. I primitivi cacciatori mesolitici sarebbero stati integrati, cioè, prova l'analisi dei cromosomi, nelle popolazioni degli emigranti anatolici.
La Constitutio antoniniana, sotto Caracalla attribuì la cittadinanza romana a tutti gli uomini liberi dell'Impero romano, fu esempio precoce di società multietnica basata sull'uguaglianza dei diritti, sebbene rigidamente monoculturale.

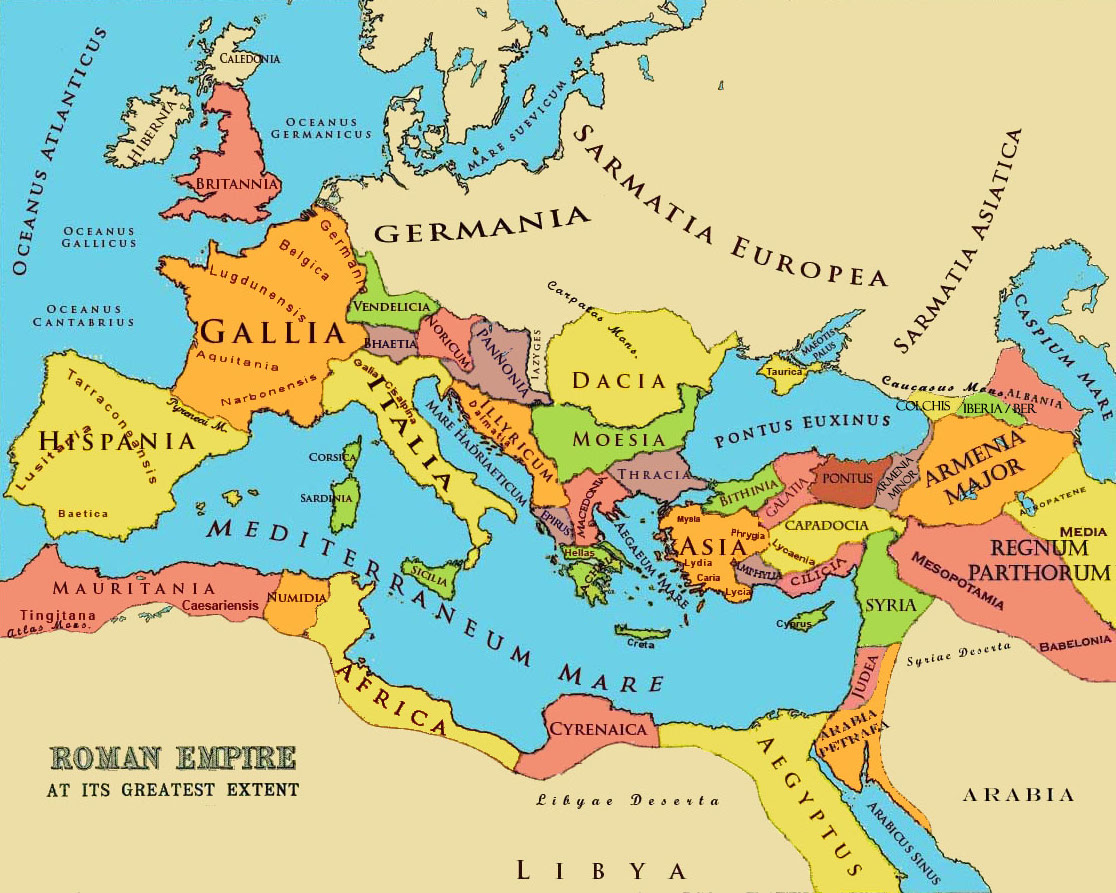
La massima estensione dell'Impero romano e tutte le regioni annesse

Ma nella storia le società multietniche di tale tipo sono state piuttosto l'eccezione che la regola, se pensiamo, ad esempio, al caso degli Stati Uniti, in cui gli Indiani furono eliminati con le guerre indiane. Il sistematico sterminio dei bisonti  costrinse alla morte di fame, in due inverni, decine di migliaia di nativi. Per contro i neri erano reputati "animali senza alcun diritto", se si pensa che il padre della democrazia statunitense, Thomas Jefferson, grande proprietario di schiavi, non pensò mai di emancipare i figli delle proprie concubine nere.
Negli Stati Uniti anche dopo l'emancipazione decretata da Abramo Lincoln,  non produsse, per un lungo periodo di tempo, una vera uguaglianza civile, ed è stato il caso, fino ad anni recentissimi, del Sudafrica dell'apartheid. Gli Stati Uniti sono, oggi, una grande società multietnica, come è grande società multietnica il Brasile, mentre si avvia a diventare grande società multietnica l'Europa occidentale stretta dalla pressione demografica dell'Asia e dell'Africa che tendono a ricolmare i vuoti demografici esterni.

## Il futuro delle società multietniche europee
Le previsioni di chi si occupa a livello scientifico di futurologia non è priva di elementi di profonda incertezza. In genere prevale la tesi che la popolazione originaria sia in contrazione per la scarsa natalità (scarsa crescita di nuovi individui), mentre è possibile anche uno scenario in cui le attuali minoranze potranno in alcuni paesi assumere il ruolo di maggioranza. Le previsioni delle tendenze demografiche quando coesistono gruppi con un indice di natalità diverso è relativamente più facile da determinare, mentre resta una grande incognita la coesistenza di tradizioni diverse o l'assimilazione di una rispetto alle altre.
Gli studi più accreditati, dato l'attuale tasso di riproduzione della popolazione tedesca, indicano per la Germania, in cui la presenza degli immigrati è già significativa nel 2050 uno scenario in cui la Germania stessa o avrà drasticamente ridotto la popolazione o avrà acquisito una forte presenza di immigrati, in prevalenza provenienti dalla Turchia.
Per quanto concerne gli Stati Uniti d'America, invece, la nascite della popolazione di origine bianca non-ispanica sono inferiori a quelle delle attuali minoranze etniche, dimodoché è stato stimato che, se gli immigrati non dovessero calare e il tasso di fecondità fra i caucasici non aumentasse, entro il 2042 i cosiddetti WASP diverrebbero a tutti gli effetti una minoranza.
Del resto, già a Londra, una delle città più multietniche d'Europa, i bianchi autoctoni sono meno degli immigrati nel loro complesso.